# 萨塞克斯公爵夫人梅根
薩塞克斯公爵夫人梅根（英語：Meghan, Duchess of Sussex，1981年8月4日—），原名麗素·梅根·馬克爾（英語：Rachel Meghan Markle），是美國籍的英國王室成員、媒體名人、企業家及前演員。她是查理斯三世的次子薩塞克斯公爵哈里王子的妻子。
梅根出生並成長於加利福尼亞州洛杉磯，其演藝生涯始於西北大學。她在法律劇集《金装律师》中飾演瑞秋·贊恩（Rachel Zane）一角長達七季（2011–2018年）。她同時經營社交媒體，包括在2014年至2017年期間經營生活風格部落格“The Tig”。在此期間，梅根開始參與主要關注女性主義與社會正義的慈善工作。她曾於2011年與電影製片人崔佛·恩格爾森結婚，後於2014年離婚。
2018年，梅根因與哈里王子結婚退出演藝圈，並獲封為薩塞克斯公爵夫人。兩人育有兩名子女：阿奇與莉莉貝特。2020年1月，夫婦退出王室高級成員行列，移居梅根的家鄉南加州，並創立總部位於比佛利山莊、結合營利與非營利慈善事業的“阿奇威爾”機構。2021年3月，她與丈夫參與奧花·雲費主持的美國電視專訪節目《奧花與梅根和哈里》，引發廣泛關注。梅根另著有兒童繪本《長椅》，主持播客節目《原型》（2022年），並出演Netflix紀錄片《哈里與梅根》（2022年）與《愛你的，梅根》（2025年）。其生活風格與烹飪品牌「一如既往」於2025年4月正式推出。

## 早年生活與教育
1981年8月4日，瑞秋·梅根·馬克爾在加利福尼亞州卡諾加公園的西園醫院（West Park Hospital）出生。她自認為是混血兒：「我的父親是高加索人種，母親是非裔美國人。我有一半黑人血統和一半白人血統。」她的父母分別為前化妝師多利亞·拉格蘭（生於1956年）和電視燈光指導兼攝影指導托馬斯·馬克爾（生於1944年），兩人在她兩歲時分居，四年後離婚。
據報導，梅根與母親關係密切。直到九歲前，她的父母共同撫養她；之後，她的父親負責照顧她（而她的母親則專注於事業），因此梅根在18歲上大學前一直與父親同住。馬克爾曾擔任和《憔悴潘郎》的攝影指導和燈光師，梅根小時候偶爾會去《憔悴潘郎》的片場。後來，她與父親及同父異母的兄姊薩曼莎·馬克爾（Samantha Markle）和小托馬斯·馬克爾（Thomas Markle Jr.）疏遠。
梅根在洛杉磯的維尤公園-溫莎丘陵長大，就讀好萊塢小紅校舍（Hollywood Little Red Schoolhouse）。11歲時，她與同學們寫信給寶潔，要求在全國電視廣告中性別中立化一款洗碗皂廣告。她在基督教環境中長大，但不同報導稱她可能是在天主教或新教環境中成長。她畢業於收費的女子天主教學校聖心高中，梅根在學校參與戲劇和音樂劇演出，她的父親曾協助燈光工作。青少年時期，她曾在當地的凍優格店和甜甜圈店打工，後來還做過保姆和服務員。她還曾在洛杉磯的窮街一家施粥廚房做志願者。
1999年，她考入伊利諾伊州埃文斯頓的西北大學，並加入“Kappa Kappa Gamma”姐妹會，與其他成員一起參與玻璃拖鞋項目的志願工作。大三結束後，她的叔叔麥可·馬克爾（Michael Markle）幫助她獲得了在美國駐布宜諾斯艾利斯大使館擔任初級新聞官的實習機會，並曾考慮從政。然而，她在外交官考試中分數不足，未能繼續在美國國務院發展，於是返回西北大學。她還曾參加馬德里的留學項目。2003年，梅根從西北大學傳播學院畢業，獲得戲劇和國際研究的雙主修學士學位。

## 演藝生涯

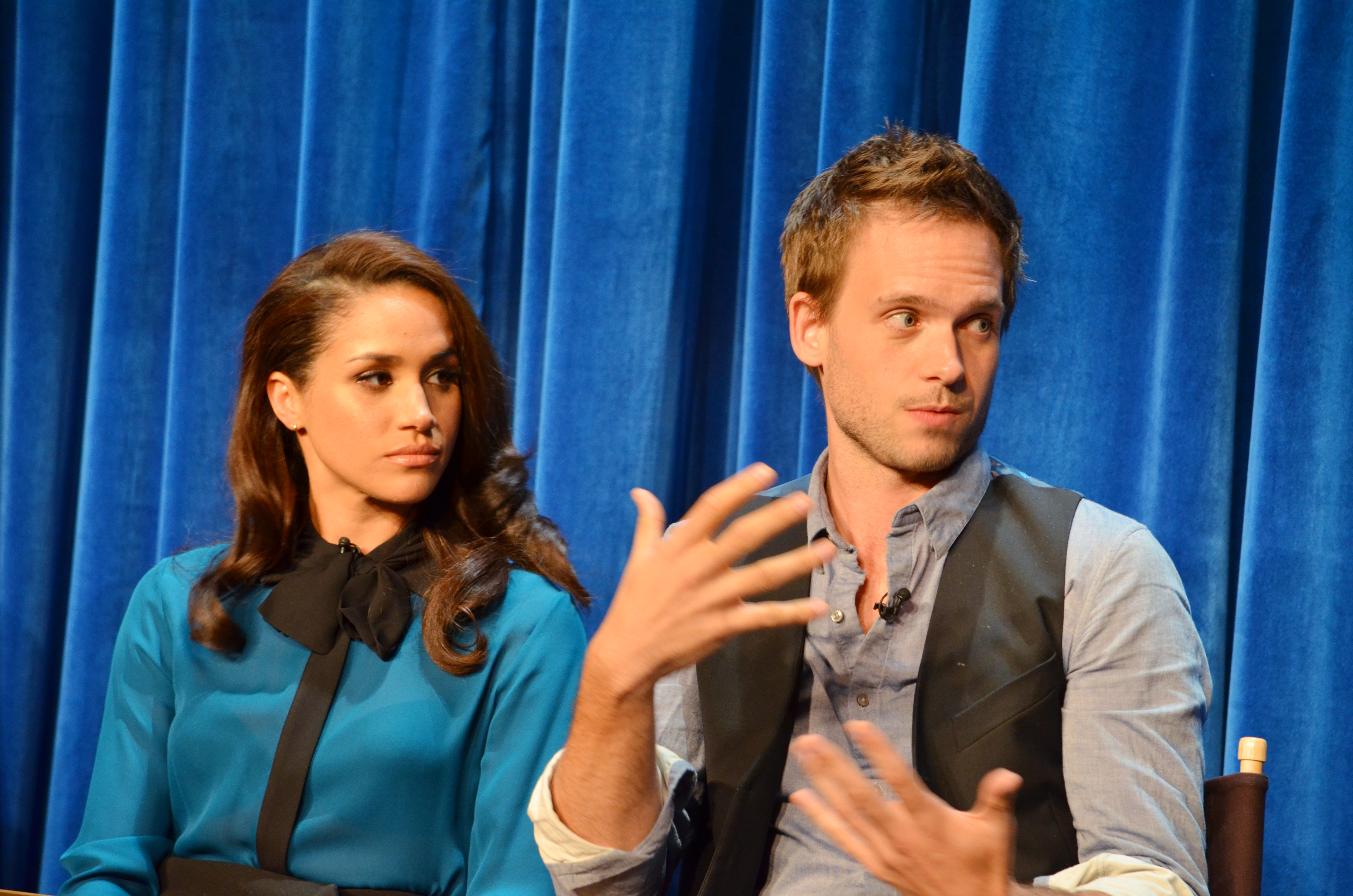
2013年，梅根與《金装律师》搭檔帕特里克·J·亚当斯身處佩利媒體中心

據梅根所述，她早期因「種族特徵模糊」在爭取角色時遇到困難——「演黑人角色不夠黑，演白人角色又不夠白」。為維持演藝工作間的生計，她曾擔任自由職業書法家並教授裝訂技藝。她的螢幕首秀是在日間肥皂劇《杏林春暖》中飾演護士小角色，該劇正是由其父親擔任燈光指導的作品。梅根後續在電視劇《未來城市》（2004年）、《家庭戰爭》（2006年）及《CSI犯罪現場：紐約》（2006年）中客串。為爭取《未來城市》角色，她曾向選角導演謊稱自己是演員工會-美國電視和廣播藝人聯合會成員，獲選後劇組依《塔夫脫–哈特利法案》義務協助她入會。此外，她還承接多項短期演出與模特工作，2006至2007年間在美國版遊戲節目《一擲千金》中擔任34集的「公事包女郎」，並在福斯廣播公司劇集《危机边缘》第二季前兩集飾演見習探員艾咪·傑索普（Amy Jessup）。
2010至2011年間，馬克爾在電影《前往希腊剧院》、時任伴侶崔佛·恩格爾森監製的等擔任小角色，並參演《老闆不是人》，其中《記得我》片酬18.7萬美元。2011年7月，她加入USA電視台劇集《金装律师》演出至2017年第七季，角色瑞秋·贊恩從律師助理逐步晉升為律師。拍攝期間她每年有九個月居住於多倫多。《財富》雜誌估算其單集片酬達5萬美元，年收入約45萬美元。

## 感情生活

### 早期戀情與首次婚姻
梅根與美國電影製作人特雷弗·恩格爾森於2004年開始交往。兩人於2011年8月16日在牙買加奧喬里奧斯結婚。兩人於2013年分居，並於2014年正式離婚。梅根隨後與加拿大名廚兼餐廳老闆科里·維蒂耶洛同居近兩年，關係於2016年5月結束。

### 第二次婚姻與為人母

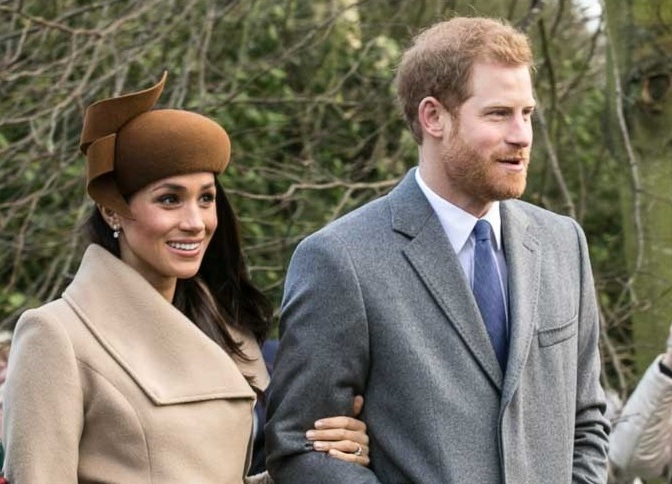
2017年聖誕節，梅根與哈里王子合影。

2016年中，梅根開始與伊利沙伯二世的孫子哈里王子交往。據兩人所述，他們最初通過Instagram相識，並透露兩人於2016年7月經共同朋友安排首次約會。11月8日，即戀情被媒體公開八天後，哈里王子指示其通訊秘書代為發表聲明，對主流媒體及網絡白目針對其女友的貶損與不實言論表達個人憂慮。其後，梅根代表致函英國媒體監管機構，投訴記者騷擾行為。2017年9月，馬克爾與哈里王子共同現身多倫多勇士不敗運動會公開場合，哈里為該運動會創始贊助人。
2017年11月27日，哈里王子之父查理斯（時為威爾斯親王）宣布兩人訂婚消息。此消息引發英國媒體熱烈反響，並普遍對王室迎來混血成員持正面態度，尤其在英聯邦國家時更為顯著。梅根宣布將退出演藝事業，並計劃申請英國國籍。

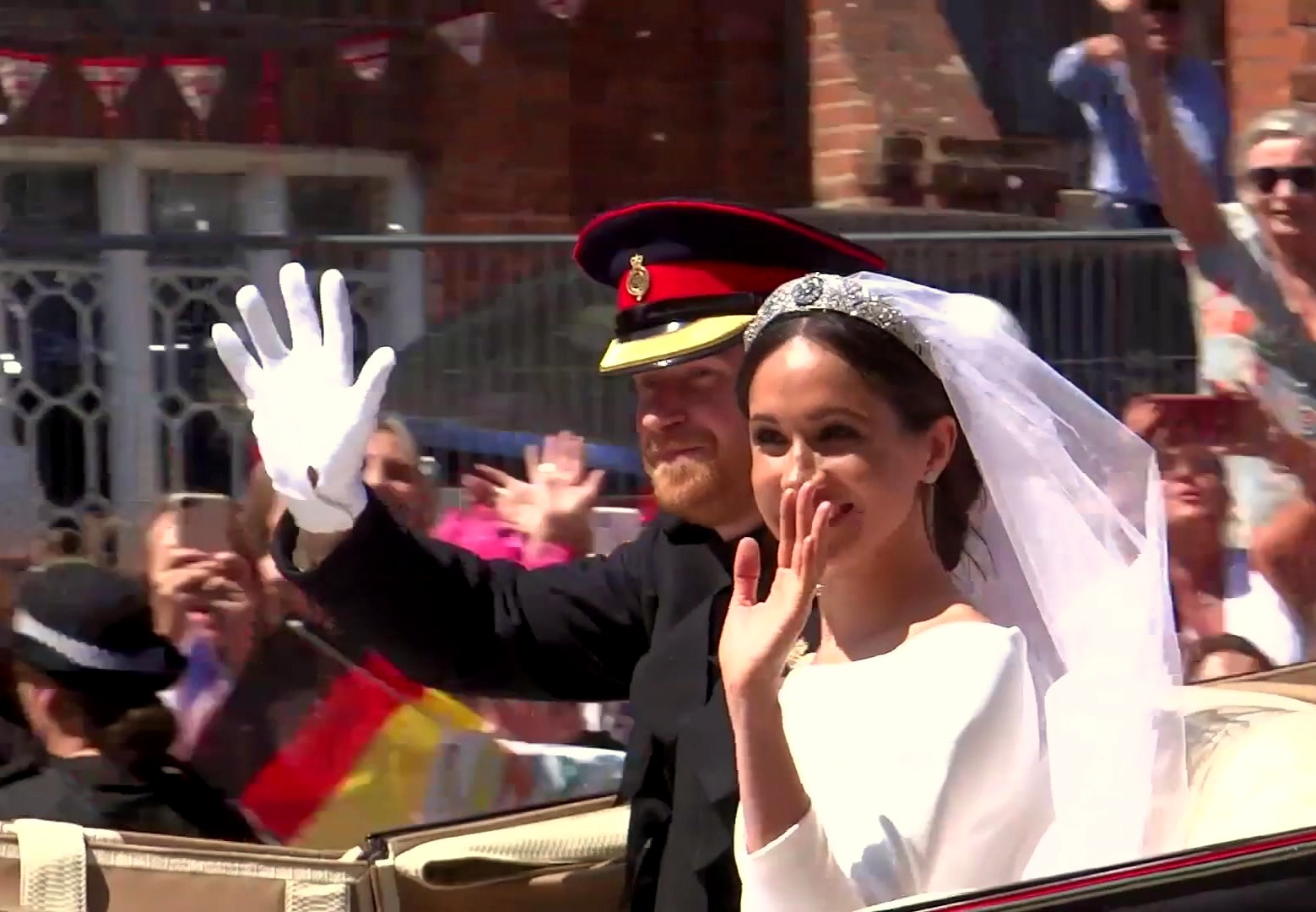
2018年5月，哈里和梅根在溫莎街道進行馬車巡遊。

婚禮籌備期間，坎特伯雷大主教賈斯汀·韋爾比於2018年3月6日為馬克爾施行洗禮及堅振禮，接納其加入英格蘭教會。此私人儀式於聖詹姆士宮的皇家禮拜堂舉行，採用約旦河水施洗。婚禮於5月19日在溫莎城堡聖喬治禮拜堂舉行。其婚紗由克萊爾·懷特·凱勒設計。梅根後來透露，兩人曾於婚禮前三日在自宅花園由坎特伯雷大主教主持私人誓約儀式，然此儀式不具法律效力。
婚後，薩塞克斯公爵夫婦暫居倫敦肯辛頓宮園區內的諾丁罕別墅。2018年5月，媒體報導兩人租下科茨沃爾德大圖莊園（Great Tew Estate）內的西田大宅（Westfield Large），租期兩年，後因狗仔隊公開宅邸內部照片而提前解約。夫婦二人原計劃入住肯辛頓宮內含21間房間的1號公寓，最終改遷至溫莎城堡家庭公園內的浮若閣摩爾別墅。英國皇家財產局耗資240萬英鎊翻修別墅，費用由君主撥款支付，其後公爵償還超出修復及常規維護之開支，部分款項以應付租金抵扣。2019年5月6日，梅根誕下長子阿奇。薩塞克斯公爵夫婦辦公室遷至白金漢宮，並於2020年3月31日隨兩人退出王室公職正式關閉。在加拿大與美國短居數月後，夫婦二人於2020年6月購入加州蒙特西托前裂岩莊園內一處住宅。次月，梅根經歷流產。2021年6月4日，梅根誕下長女莉莉貝特。梅根後透露曾患產後子癇前期。夫婦二人飼養一隻名為普拉（Pula）的拉布拉多犬及兩隻名為蓋伊（Guy）與媽媽咪呀（Mamma Mia）的比格犬。梅根此前曾飼養一隻名為波加特（Bogart）的拉布拉多與德國牧羊犬混種犬。

### 政治觀點
梅根在嫁給哈里王子前便積極參與政治表達。據報導，她9歲時曾與朋友們發起反對海灣戰爭的活動。數十年後，她在2016年美國總統選舉中支持希拉里·克林頓，並公開譴責其對手暨最終勝選者唐納·川普。同年，當英國脫歐公投結果支持脫歐時，梅根在Instagram上表達失望。2017年，梅根在其Instagram帳戶推薦左翼知識分子诺姆·乔姆斯基的著作《誰統治世界？》（Who Rules the World?）。
2018年7月，愛爾蘭參議員嘉芙蓮·努恩推文稱，薩塞克斯公爵夫人對「愛爾蘭墮胎合法化公投」結果「感到高興」。梅根因可能違反王室成員不得干政的規範而遭批評。努恩隨後刪除推文並澄清其言論具誤導性，強調「公爵夫人絕未涉入政治」。
返回美國並成為合格選民後，她與丈夫發布影片，鼓勵民眾在全國選民登記日登記為2020年美國總統選舉的選民。部分媒體視此為對民主黨候選人喬·拜登的隱性支持，時任總統川普於記者會上駁斥其訊息。2021年10月，她致公開信予美國參議院多數黨領袖查克·舒默與美國眾議院議長南希·佩洛西，倡議立法保障家長帶薪休假。此舉引發共和黨議員傑森·T·史密斯與麗莎·麥克萊恩抨擊，稱其言論「脫離現實」，並批評她以英國王室頭銜干涉美國政治。據報導，梅根曾就帶薪家事假議題遊說兩黨參議員，包括民主黨的派蒂·莫瑞、陸天娜，以及共和黨的雪萊·摩爾·卡皮托與蘇珊·柯林斯。她亦公開支持聯邦投票權保障法案。
2022年2月，她表態支持凱坦吉·布朗·傑克遜的最高法院大法官提名。同年6月，她公開聲援推動美國槍械管制的組織「媽媽要求行動」（Moms Demand Action）。同月，她接受潔西卡·葉琳為《Vogue》專訪時，批評美國最高法院否定墮胎權受憲法保障的裁決，並表態支持擬議中的平等權利修正案。

## 公共生活

### 王室職責

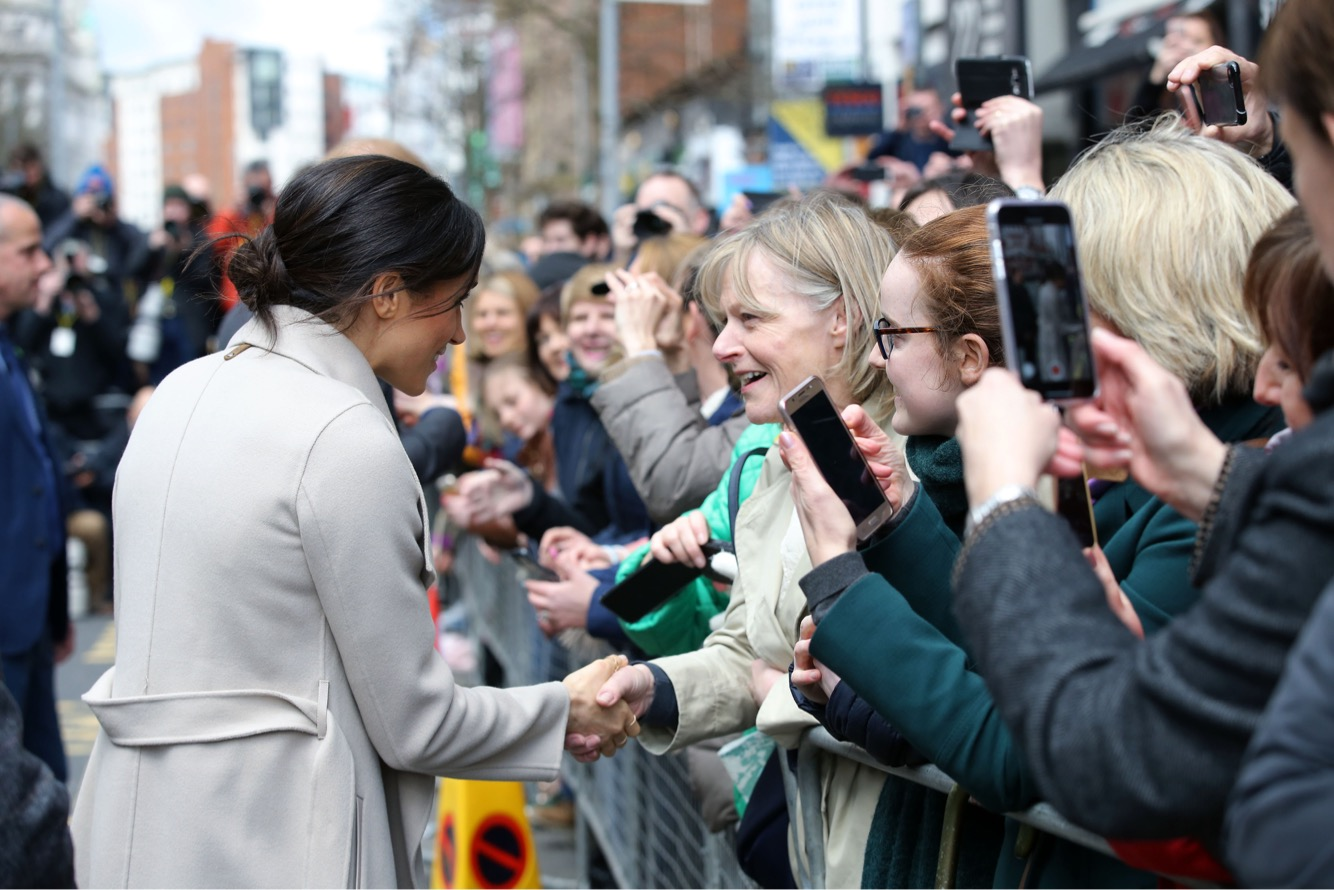
2018年3月，梅根在貝爾法斯特與公眾互動

訂婚後，梅根與哈里王子的首次公開正式活動是2017年12月1日在諾丁漢參加的世界愛滋病日巡視。2018年3月12日，她首次與女王共同出席王室活動，在西敏寺參加英聯邦日儀式。婚禮前，梅根共參與了26場公開活動。婚後，梅根的首場官方活動是5月22日與丈夫出席慶祝查理斯三世（時為威爾斯親王）慈善工作的花園派對。
2018年7月，梅根首次以王室成員身份出訪，與哈里前往愛爾蘭都柏林。同年10月，薩塞克斯公爵夫婦赴悉尼參加2018年勇士不敗運動會。此行是太平洋訪問的一部分，涵蓋澳洲、斐濟、湯加與紐西蘭。作為女王代表，夫婦倆在悉尼受到熱烈歡迎，而梅根抵達後不久宣布懷孕的消息更令公眾與媒體欣喜。2019年2月訪問摩洛哥期間，公爵夫婦聚焦於「女性賦權、女童教育、社會包容與鼓勵社會企業精神」的項目。梅根亦參與丈夫作為英聯邦青年大使的工作，包括海外訪問。
2019年，為建立與劍橋公爵夫婦分開的辦公室，薩塞克斯公爵夫婦開設Instagram帳號，並創下當時最快達到百萬追蹤的紀錄。同年7月，梅根的安保團隊因在溫布頓網球錦標賽觀看莎蓮娜·威廉絲對戰卡娅·尤万時，在她周圍清空約40個座位而遭批評。8月，梅根與丈夫因頻繁使用私人飛機進行私人旅行，遭環保人士批評其人均碳足跡高於商用航班。此批評與王室2019年6月被指「商務旅行碳足跡翻倍」的爭議相呼應。

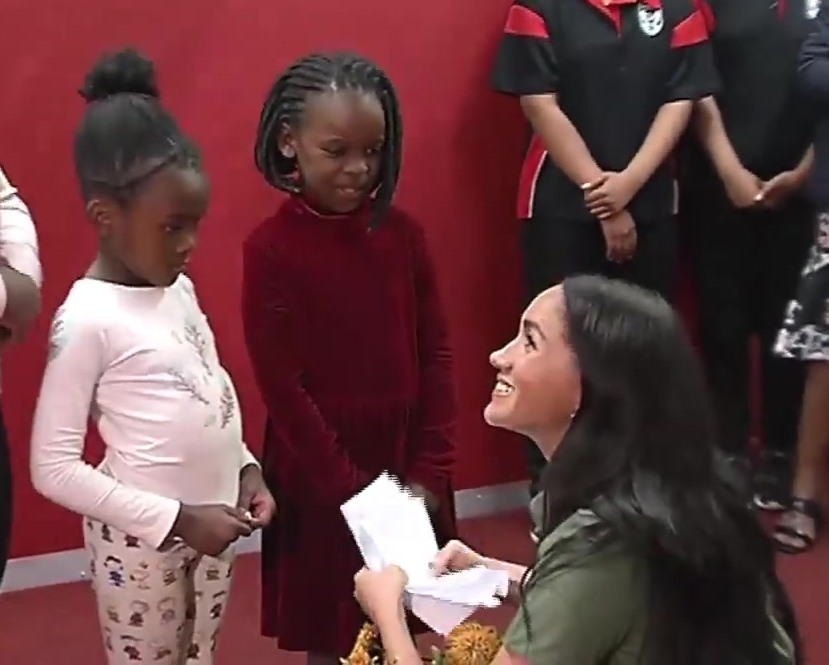
2019年，梅根參訪南非“行动援助”組織。

2019年9月至10月，夫婦倆展開包含馬拉威、安哥拉、南非與波札那的非洲南部訪問。兒子阿奇隨行，成為「全家首次以家庭形式進行的官方訪問」。2018至2019年間，梅根共完成179場公開活動。

### 退出王室職務及後續公開活動
2020年1月，梅根與哈里從加拿大度假返回英國後宣布，他們將退出英國王室高級成員身份，並在英國與北美之間分配時間。王室聲明確認，薩塞克斯公爵夫婦將不再代表女王履行王室職務，因此不再獲得相關資金支持。夫婦保留「殿下」頭銜但不再使用。其正式職務安排設有12個月過渡期，至2021年3月結束。梅根作為王室高級成員的最後一次單獨公開活動是2020年3月7日訪問達格納姆的羅伯特·克拉克學校，為國際婦女節預熱。她與哈里於2020年3月9日參加西敏寺的英聯邦日儀式，是這對夫婦在3月31日正式卸任前的最後一次共同公開活動。兩年後，他們於2022年6月返英出席白金禧年感恩崇拜，是他們退出王室後首次在英國正式亮相。
2022年9月，他們赴英國與德國參加曼徹斯特及杜塞爾多夫的多場慈善活動。同年9月8日，當梅根與哈里在倫敦準備出席慈善活動時，伊利沙伯二世於蘇格蘭巴尔莫勒尔堡逝世，夫婦留英參與國葬。
2024年5月，梅根與哈里訪問尼日利亞，表彰勇士不敗運動會相關工作。梅根曾透露基因檢測顯示她有43%尼日利亞血統。據CNN報導，此行聚焦「運動康復、心理健康及女性賦權」。梅根與世界貿易組織總幹事恩戈齊·奧孔喬-伊韋阿拉共同主持女性賦權峰會，並獲多位尼日利亞酋長授勳。

## 後續事業與投資
2019年夏季，在2020年1月宣布退出王室職務前，梅根與丈夫曾與已關閉的短影音平台Quibi創始人杰弗瑞·卡森伯格洽談合作，計劃無償參與該平台項目，但最終決定退出。2019年9月，兩人聘請紐約公關公司“Sunshine Sachs”，合作持續至2022年。兩人還與創投基金Plus Capital合作，該基金由亞當·林寧創立，旨在連結新創公司與影響力人士。
2020年6月，他們與媒體公司奋进公司旗下的哈里沃克經紀公司（Harry Walker Agency）簽約，進行付費公開演講活動。同年9月，兩夫婦與Netflix簽署商業合約。12月，梅根投資南加州咖啡品牌，並與Spotify簽署多年合約，透過其音頻製作公司阿奇威爾音頻（Archewell Audio）製作節目。兩人於當月推出節日特輯，梅根主持的播客《原型》則於2022年8月首播。2023年6月，Spotify宣布不再續訂僅製作一季12集的該節目。
梅根撰寫、克里斯蒂安·羅賓遜繪圖的繪本《長椅》於2021年6月由蘭登書屋兒童出版社出版，靈感來自她對丈夫與兒子互動的觀察。該書評價兩極：插畫與主題獲讚，但結構與文筆遭批。6月17日，該書登上《紐約時報》兒童繪本暢銷榜首。7月，梅根與大衛·弗尼什共同擔任Netflix動畫影集《珍珠》（Pearl）的執行製片，該企劃早在2018年已向Netflix提案。《珍珠》原計劃講述12歲女孩受歷史上有影響力的女性啟發的故事，但於2022年5月被取消。同月，兩人與蘭登書屋簽訂四本書籍合約，包括梅根的保健指南與哈里的回憶錄。
2021年10月，兩人宣布與紐約永續投資公司合作，該公司同時管理其投資組合。根據其基金會註冊地德拉瓦州的文件，2020年初起兩人共註冊11家公司與1個信託，包括持有書籍版權的奧裡諾科出版有限公司（Orinoco Publishing LLC）、佩卡出版有限公司（Peca Publishing LLC），以及管理商標的鵝卵石巷有限公司（Cobblestone Lane LLC）。其部落格“The Tig”的營運公司弗里姆框架公司（Frim Fram Inc.）則早於2019年12月在德拉瓦州註冊。
2022年12月8日，Netflix與兩人旗下阿奇威爾製作公司合作的紀錄影集《哈利與梅根》上線，由莉茲·加伯斯執導。該系列評價褒貶不一。2023年4月，梅根簽約經紀公司WME，阿奇威爾亦由其代理。
2024年3月，梅根推出生活烹飪品牌「美國里維埃拉果園」（American Riviera Orchard），後更名為As Ever。4月，阿奇維爾製作公司宣布與Netflix合作製作兩部新節目，分別聚焦生活風格與馬球運動。8月，她投資盧安達婦女手工編織、義大利完成製作的手袋品牌“Cesta Collective”，11月再投資護髮品牌“高雅嬉皮士”（Highbrow Hippie）。其生活風格節目《愛你的，梅根》於2025年3月在Netflix首播。
2025年3月，梅根宣布將與檸檬水媒體合作主持第二檔播客《女性創業家的告白》。同月，她透過ShopMy平台推出線上商店，讓內容創作者分享時尚單品並賺取佣金。

## 慈善工作與倡導

### 慈善工作

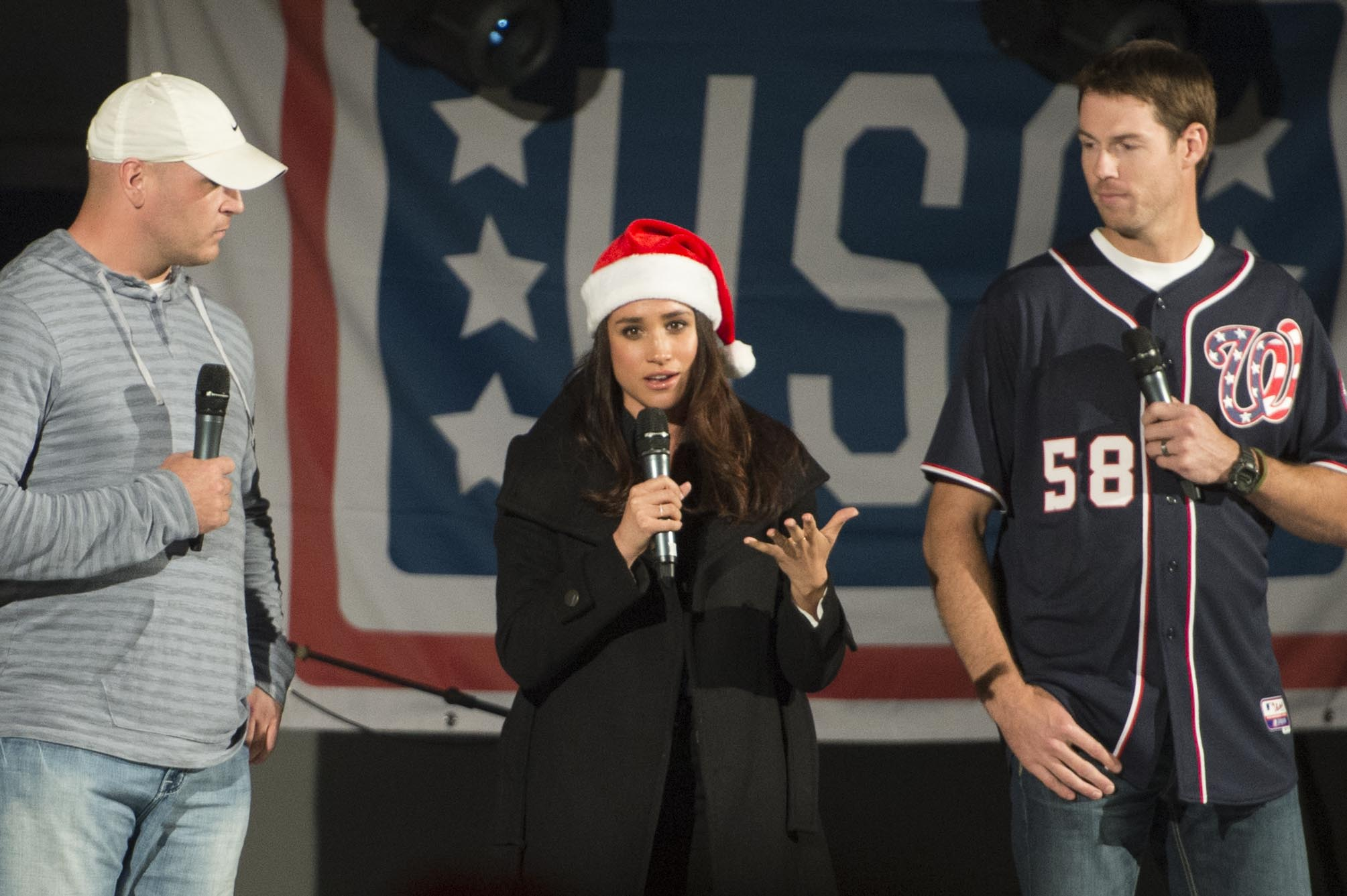
2014年12月，梅根於西班牙羅塔海軍基地的联合劳军组织演出中向觀眾致辭。

梅根於2014年成為國際組織「世界青年峰會」（One Young World）的顧問，並在都柏林的2014年峰會上發表演講，隨後出席了2016年在渥太華舉行的開幕儀式。同年，她隨联合劳军组织前往西班牙、意大利、土耳其、阿富汗及英格蘭進行巡迴活動。
2016年，梅根成為世界宣明會加拿大分會的全球大使，並前往盧旺達參與「清潔水運動」（Clean Water Campaign）。在印度之行聚焦女性議題後，她為《時代》雜誌撰寫專欄，探討女性因月經健康而面臨的污名化問題。她亦曾以倡導者身份與聯合國婦女署合作。她在2015年聯合國婦女大會上關於女性政治參與及領導力的演講中，部分句子與1951年埃莉诺·罗斯福的演講幾乎相同。2017年，梅根與哈里合作支持慈善組織「無國界大象」（Elephants Without Borders），協助波札那的保育工作。
2018年1月，梅根對格伦费尔塔火灾倖存者經營的「Hubb社區廚房」（Hubb Community Kitchen）產生興趣，定期探訪並建議這些流離失所的婦女出版食譜以籌集資金。同年9月，她以薩塞克斯公爵夫人身份首個慈善項目《在一起：我們的社區食譜》（Together: Our Community Cookbook）正式公布。2020年8月，梅根將食譜收益中的8,000英鎊捐贈給英國慈善機構「Migrateful」，該組織協助難民、尋求庇護者及移民開設烹飪課程。2021年3月，她再從收益中撥出10,000英鎊捐予英國組織「希瑪」（Himmah），協助補充食物銀行物資、提供設備，並支持英國唯一穆斯林與猶太社區共用的「薩拉姆沙洛姆廚房」（Salaam Shalom Kitchen） 。
2020年3月，梅根宣布卸下王室職務後的首個項目是為迪士尼自然紀錄片《大象》擔任旁白，該片於4月3日上映。為支持大象保育，迪士尼自然與迪士尼保育基金將捐款予「無國界大象」，用於波札那的物種保護。同年6月，夫婦倆支持「#StopHateForProfit」運動，呼籲企業執行長加入抵制行動。7月，她公開發聲支持黑人的命也是命運動。

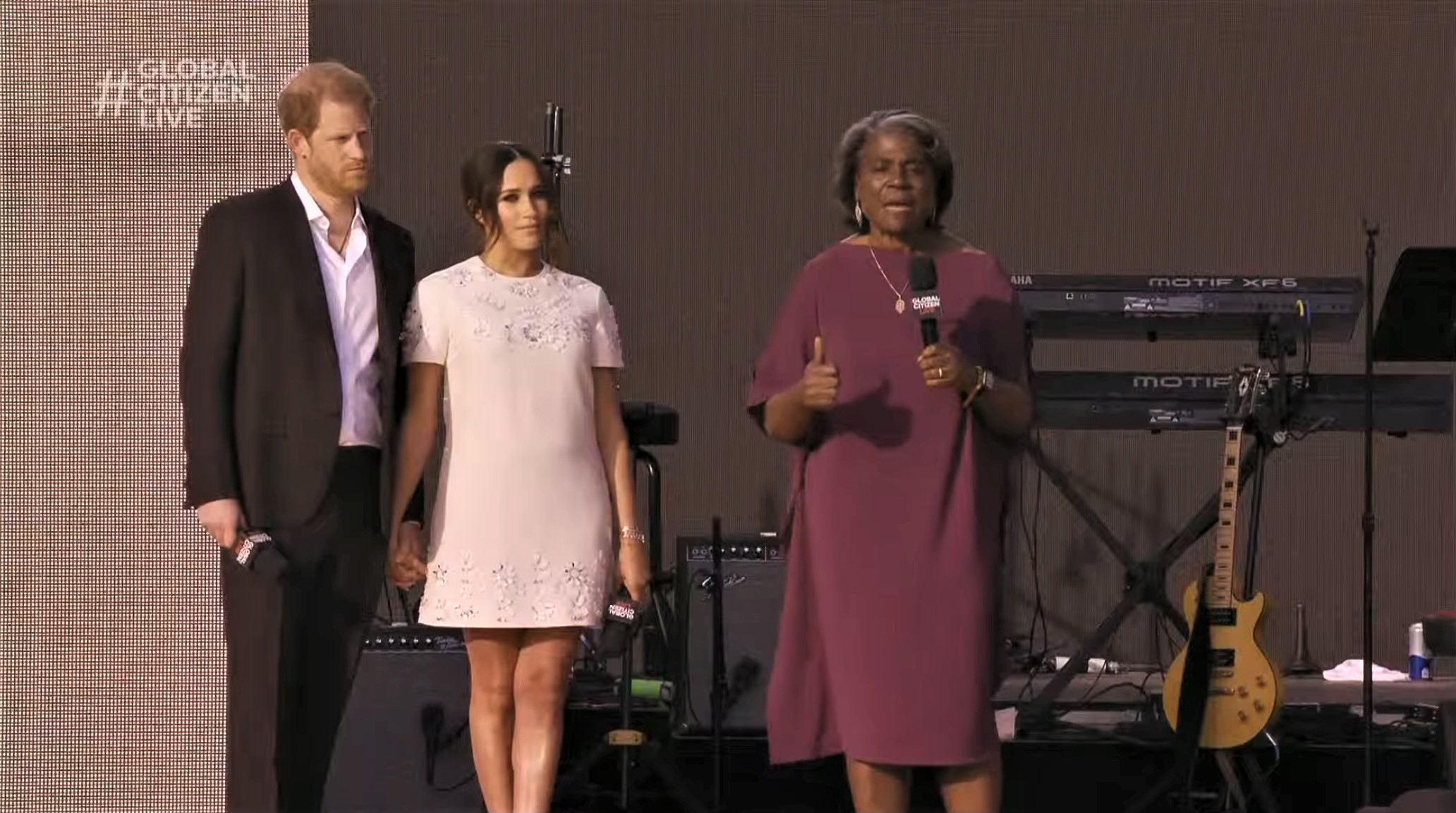
梅根與哈里於2021年全球公民 (組織)現場活動中與美國駐聯合國大使琳達·托馬斯-格林菲爾德合影。

2021年4月，夫婦倆獲宣布擔任「Vax Live：世界團結音樂會」（Vax Live: The Concert to Reunite the World）活動主席，該活動由全球公民籌辦，旨在提升2019冠狀病毒病疫苗接種普及率。他們亦支持該組織發起的疫苗公平募款計劃，並致公開信予製藥業執行長，敦促解決疫苗分配不均問題。7月，梅根與哈里獲英國慈善機構「Population Matters」頒發「變革領袖獎」（Change Champions Award），表彰他們僅生育兩名子女以維持更可持續人口的決定。8月，為慶祝40歲生日，梅根發起「40x40」倡議，呼籲全球民眾花40分鐘指導重返職場的女性。10月，在2021年二十國集團羅馬峰會前夕，夫婦聯同世界衛生組織總幹事譚德塞發表公開信，要求G20領袖加速推動COVID-19疫苗全球分配。
2022年2月，夫婦倆獲頒全國有色人種協進會「主席獎」，表彰其於社會正義與平等議題的貢獻。3月，他們聯署「人民疫苗聯盟」（People's Vaccine Alliance）公開信，要求免費開放2019冠狀病毒病疫苗全球專利，並批評英國、歐盟及瑞士反對豁免疫苗知識產權保護。10月，梅根與哈里因其基金會「阿奇威爾」在種族正義、心理健康等社會倡議的成果，獲頒「希望漣漪獎」（Ripple of Hope Award）。2023年4月，梅根獲美國婦女基金會授予「女性遠見獎」（Women of Vision Award）。

### 贊助工作
2019年1月至2021年2月期間，梅根擔任倫敦國家劇院與英聯邦大學協會的贊助人。她持續擔任“梅休”的私人贊助人直至2022年。她至今仍是的私人贊助人。2019年3月至2021年2月，她擔任女王英聯邦信托的副主席。截至2021年2月，女王英聯邦信托定期舉行線上聊天會議並上傳至YouTube供公眾觀看。2019年10月，梅根與其他王室成員共同為英格蘭公共衛生署的心理健康計劃錄製宣傳公告。
2019年，梅根擔任英國《Vogue》9月號的客座編輯，並重點介紹了來自不同領域的15位女性，她們被稱為「變革的力量」。英國《Vogue》主編愛德華·恩寧弗後來透露，該期雜誌成為「英國《Vogue》史上銷售最快的一期」。同期雜誌宣布，她與多家英國時裝品牌合作，於2019年9月推出名為「The Smart Set」的膠囊系列，以支持慈善機構“Smart Works”。該系列通過「買一捐一」的方式，幫助「失業與弱勢女性」。憑藉「梅根·馬克爾效應」（Meghan Markle effect），該系列在10天內為慈善機構提供了一整年的衣物。

### 薩塞克斯王室與阿奇威爾
2018年2月，梅根與未婚夫哈里參加了皇家基金會的首屆年度論壇。婚後，梅根與哈里、威廉王子及其妻嘉芙蓮共同成為該基金會的四大贊助人。2019年5月，作為「Heads Together」倡議的一部分，梅根與丈夫及兄嫂共同推出心理健康短信服務「Shout」。2019年6月，哈里與梅根宣布將從該基金會分離並建立自己的基金會，但雙方仍會合作「Heads Together」等項目。同年7月，「薩塞克斯王室薩塞克斯公爵夫婦基金會」（Sussex Royal The Foundation of The Duke and Duchess of Sussex）在英格蘭與威爾士註冊。然而，2020年2月21日，因退出王室職務，兩人確認不再使用「薩塞克斯王室」作為品牌名稱。2020年8月5日，薩塞克斯皇家基金會更名為「馬克爾·溫莎基金會」，並於同日解散。
2021年3月，英格兰和威尔士慈善委员会對薩塞克斯皇室進行審查，調查其解散過程中是否符合慈善法規。夫婦代表聲明該基金會「由董事會管理」，且「管理不當」的指控僅針對二人並不正確。委員會最終結論為基金會未違法，但批評董事會將「大量資金」用於設立與關閉慈善機構。
2020年4月，梅根與哈里宣布新基金會命名為「阿奇威爾」，源自希臘詞「始基」（羅馬化：arkhḗ，意為“行動之源”），亦為其子名字靈感。阿奇威爾於美國註冊，並於2020年10月正式推出網站。

## 公眾形象與風格

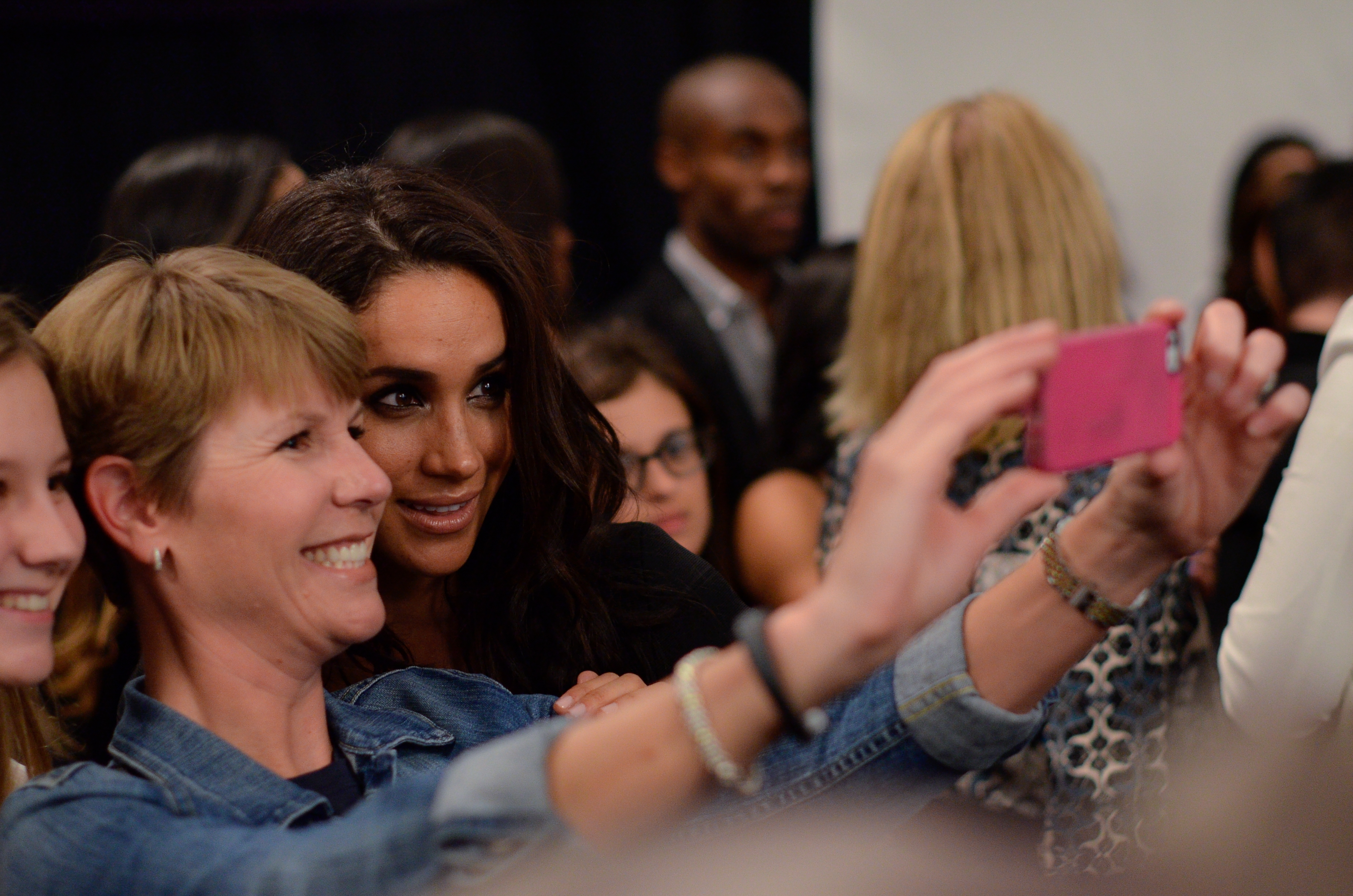
梅根（左三）於2013年參加紐約時裝週

2010年至2012年間，梅根匿名經營部落格《工作中的女演員》（The Working Actress），記錄了「在好萊塢奮鬥的陷阱與勝利」。2014年，她創立了自己的生活方式部落格“The Tig”，發布關於美食、時尚、美容、旅行和勵志女性的文章。該部落格的觀眾主要是梅根和《金装律师》的粉絲。她在Instagram、Facebook和Twitter上分別有300萬、80萬和35萬追隨者。2017年4月，“The Tig”關閉。2018年1月，她將所有文章下線並刪除了她的社交媒體帳戶。據估計，梅根的社交媒體活動每年為她帶來約8萬美元的代言和贊助收入。她於2025年1月重新加入Instagram。
通過“The Tig”，梅根因其時尚感而聞名，並於2015年和2016年與加拿大服裝公司利特曼斯合作發布了兩個時尚系列。這些系列基於她的個人風格和她在《金装律师》中的角色風格。梅根曾引用伊曼紐爾·奧特作為她的風格靈感。2016年，她與凌志和Eater合作，主持了USA電視台的視頻系列《與梅根馬克爾共進午餐》（Power Lunch with Meghan Markle），討論了五家不同紐約餐廳的烹飪靈感。
2015年，梅根在發現一位祖先出生於馬爾他後訪問了該國。她的旅行由《Elle UK》記錄。她成為《名利場》2017年10月號的封面故事人物，以及《Elle France》2017年12月號的封面人物。2017年與哈里王子訂婚後不久，她因在公開活動中攜帶蘇格蘭零售商Strathberry的一款手提包而引發了對該品牌的興趣激增。這被報導為她的時尚選擇將產生類似於凱特·密道頓效應的結果的跡象。在梅根和哈里王子首次以情侶身份亮相後，品牌迈凯奇、伯爾克斯、和埃韦兰斯注意到其網站點擊量和銷售量上升。有人猜測梅根的效應將在國際上更廣泛，因為她已經在美國具有強大的吸引力。因此，美國在2018年第一季度出現黃金珠寶銷售的增長。
2018年，《尚流》將梅根與其他王室高級女性一起列入英國最佳著裝人士名單。在她宣布懷孕後，她穿著凱倫·吉的一件裙子亮相，導致這位澳大利亞設計師的網站崩潰。時尚網站頗特女士將梅根評為2018年最佳著裝女性之一。她被提名為2018年青少年選擇獎的「Choice Style Icon」類別。2019年，英國品牌瑞斯報告稱，在梅根於國際婦女節穿著他們的迷你裙後，利潤增長。2022年，梅根在《奧花》訪談中穿著的黑色亞曼尼裙子被巴斯時尚博物館選為2021年年度裙子。同年，她成為《The Cut》2022年秋季時尚專題的封面故事人物。她在訪談中聲稱，在《獅子王》首映式上，有人告訴她，她的婚姻在南非引起的歡樂類似於1990年納爾遜·曼德拉獲釋時的場景，這一說法引發了爭議。
2018年，《時代雜誌》將梅根選為全球100位最具影響力人物之一，並將她列入年度風雲人物的候選名單。她的名字在2021年再次出現在該榜單上，她和丈夫登上了該雜誌七個全球封面之一。2019年，該雜誌將梅根和哈里王子列入「網絡上25位最具影響力人物」名單。她還被英國《Vogue》雜誌選為2018年、2019年和2021年英國25位最具影響力的女性之一。她的影響力還在2019年和2020年版的《Powerlist》（100位最具影響力的非洲和非裔加勒比裔英國人）中得到認可。2022年，《綜藝》將她評為其「女性力量」專題的傑出人物，《金融時報》則把她列入「2022年25位最具影響力女性」名單。2022年12月，統計和民意調查公司YouGov發現，梅根是英國王室中第二不受歡迎的成員，僅次於她丈夫的叔叔安德魯王子。2023年3月，《獨立報》將她列入「2023年影響力榜單」。梅根和哈里退出王室的行為在《南方公園》2023年的一集《The Worldwide Privacy Tour》中被諷刺。同年，《荷里活報道》的詹姆斯·希伯德將梅根和哈里列入2023年好萊塢失敗者名單。
在梅根和哈里於2024年5月訪問尼日利亞後，澳大利亞廣播公司的露西亞·斯坦（Lucia Stein）認為，這對夫婦可能被王室利用，並補充說，如果達成「混合工作模式」協議，「他們可能會有多麼有用」。除此之外，她指出梅根的風格和會面在國際上得到了廣泛報導。

## 私隱與媒體

### 法院案件

#### 聯合報業有限公司
2016年11月，MailOnline因刊登一篇關於梅根家庭背景的文章《(Almost) Straight Outta Compton》而受到批評，該文章引發了哈里王子的通訊秘書回應。2019年至2020年間，梅根與哈里通過第三方來源為書籍《尋找自由》提供資料。儘管最初否認參與該書，但他們在針對聯合報業的法庭訴訟中（對方試圖引用該書作為辯護）的貢獻變得明顯。
2019年10月，梅根對聯合報業有限公司（即《星期日郵報》和MailOnline的出版商）提起訴訟，指控其公開她寫給父親的信件。托馬斯·馬克爾在女兒的五位朋友於《人物》文章中提及該信後，向出版商提供了信件摘錄。隨後，70多名跨黨派女性下議院議員聯署公開信，譴責部分媒體對梅根使用「過時且帶有殖民色彩」的言論。
2020年5月，法院駁回對小報「不誠實與惡意」的指控，認為這些指控模糊或與案件無關。2021年2月，高等法院在簡易判決中裁定聯合報業有限公司旗下的《星期日郵報》因公開信件侵犯梅根隱私，梅根並於2021年5月就「濫用私人信息與侵犯著作權」指控勝訴。她獲得了45萬英鎊（總法律費用150萬英鎊的首期款項），其法律團隊要求《星期日郵報》和MailOnline在頭版聲明中承認敗訴。
聯合報業有限公司於2021年11月提出上訴，但三名上訴法官於同年12月維持原判，梅根呼籲改革小報行業。聯合報業有限公司最終在節禮日於頭版刊登聲明承認敗訴，並同意支付「經濟補償」及1英鎊象徵性賠償，另加一筆保密金額作為版權侵權賠償。

#### 其他事件與投訴
2016年11月，《太陽報》刊登標題「哈里的女孩在Pornhub上」。當發現相關片段是非法上傳的電視劇《金装律师》內容而非色情材料後，該媒體否認惡意抹黑，其後於2017年2月通過官方聲明道歉。2018年2月，一封含有白色粉末和針對梅根的種族歧視信件被寄往聖詹姆士宮，引發蘇格蘭場的反恐與仇恨犯罪調查。梅根與哈里於2019年5月因科茨沃爾德住所遭Splash News侵犯隱私而獲得正式道歉。2019年12月，英国新闻联合社撤回了梅根、哈里及其兒子阿奇的聖誕卡照片。該機構稱，因獲悉該照片「不代表薩塞克斯公爵夫婦發送的聖誕卡」而撤下。2020年1月，夫婦二人因狗仔隊照片公開向媒體發出法律警告。2020年3月，夫婦控告Splash UK在加拿大「私人家庭活動」中未經許可拍攝梅根與其兒子。案件於同年和解，Splash UK同意不再拍攝未授權照片。 4月，公爵夫婦宣布不再與《每日郵報》、《太陽報》、《每日鏡報》及《每日快報》合作。10月，他們獲美國媒體X17就使用無人機拍攝其兒子居家照片一事道歉。
2021年3月，ITV新聞報導梅根因皮爾斯·摩根對其奧花·雲費專訪中心理健康言論，直接向ITV行政總裁投訴。英國通訊管理局收到逾5.7萬宗投訴，包括薩塞克斯公爵夫人一宗。同月，報導指一名美國私家偵探在2016年梅根與哈里交往初期，非法向《太陽報》提供其社會安全號碼、手機號碼及住址等資料。夫婦譴責英國小報「掠奪行為」，《太陽報》則稱偵探「被明確書面指示合法行事」，且未「將資料用於非法用途」。
2021年7月，梅根就兩篇《泰晤士報》文章提出法律投訴：首篇引述羅伯特·萊西書中未經證實指控，稱她因未獲任聯合國婦女署親善大使而退出斐濟活動；次篇稱劍橋公爵夫婦因擔心潛在洩密，在菲臘親王的葬禮後拒絕與哈里交談。2022年1月，夫婦聯合就《泰晤士報》報導其基金會阿奇威爾2020年募款不足5萬美元提法律投訴。同月，她投訴英國廣播公司五集播客《哈利、梅根和媒體》（Harry, Meghan and the Media）中主持人阿莫爾·拉詹稱她「為誤導上訴法院道歉」。英國廣播公司回應稱她「為不記得電郵往來向法院道歉」。
2022年3月，梅根同父異母姊薩曼莎·馬克爾於佛羅里達州提誹謗訴訟，指控她在奧花專訪說謊，並通過傳訊主管為傳記《尋找自由》散布不實言論，索賠逾7.5萬美元。6月，薩曼莎修訂訴狀後，法官駁回梅根初步撤案動議。梅根同月再提動議，並申請暫停證據開示程序，待動議結果。佛州法官後否決暫停程序申請，但於2023年3月駁回訴訟。4月，薩曼莎修訂訴狀追加梅根Netflix紀錄片言論，2024年3月法官以原告未能提供誹謗證據為由終局駁回訴訟。薩曼莎其後上訴。
2022年12月至2023年1月間，獨立新聞標準組織收到逾2.5萬宗投訴，針對傑瑞米·克拉克森於《太陽報》專欄稱「細胞層面厭惡」梅根，並幻想「她裸體遊行英國各鎮，人群高喊『羞恥！』且投擲糞塊」。12月20日，保守黨議員盧嘉蓮聯署跨黨派60餘名議員致信《太陽報》編輯要求採取行動。12月23日，《太陽報》道歉稱「專欄觀點屬作者個人」，但「對刊文感到遺憾」且「誠摯致歉」。次日，薩塞克斯夫婦發言人指道歉為「公關伎倆」。
傑瑞米·克拉克森稱專欄引用《權力遊戲》場景，並於2022年聖誕節以電郵向夫婦道歉，夫婦發言人指其僅致函哈里，且這不是個別事件。2023年2月，獨立新聞標準組織宣布調查該文，6月裁定專欄涉性別歧視含「貶損梅根性別的偏見表述」，但駁回騷擾、種族歧視或事實錯誤投訴。

### 欺凌指控與歐普拉·溫芙蕾專訪
2021年，在梅根與哈里即將接受歐普拉·溫芙蕾專訪前夕，瓦倫泰·洛在《泰晤士報》報導指出，梅根的前通訊秘書傑森·克瑙夫（Jason Knauf）曾於2018年10月投訴，指她在肯辛頓宮的行為導致兩名私人助理辭職，並動搖第三名員工的信心，促使白金漢宮對欺凌指控展開調查。白金漢宮聘請外部律師事務所調查此事，據報有十名助手配合審查。同期，梅根因兩度佩戴沙烏地阿拉伯王儲穆罕默德·本·薩勒曼於2018年贈送的耳環而遭批評，當時後者被指控涉入賈邁勒·卡舒吉遇害案。梅根的代表否認她知曉對穆罕默德·本·沙爾曼的指控，並稱《泰晤士報》被白金漢宮利用為對她發起「抹黑策略」的工具。
電視特輯《奧花與梅根和哈里》於2021年3月7日在CBS播出。梅根談及她的個人與王室生活及公眾壓力，聲稱在擔任王室工作成員期間曾考慮自殺，並抱怨王室體制未對她與兒子提供足夠保護。該專訪引發廣泛且兩極化的反應。
在未經兩夫婦授權、由奧米德·斯科比與卡洛琳·杜蘭（Carolyn Durand）所著的傳記《尋找自由》的更新後記中，作者聲稱「（克瑙夫）電郵中提及的兩名當事人要求撤銷他們向人力資源部門提出的與梅根相關的經歷指控」。梅根的律師珍妮·阿菲亞（Jenny Afia）在BBC紀錄片中代表公爵夫人發言，稱欺凌指控「完全不實」。2022年6月，《泰晤士報》報導稱調查結果促使白金漢宮修改人力資源部門部分政策，但報告不會公開以保障參與者隱私。2024年9月，《好萊塢報導》披露美國員工對梅根行為的投訴，其發言人拒絕評論。2025年1月，《名利場》訪問梅根員工後報導，其描述從「可愛真誠」到「冷漠疏離」不一，並稱一名與《原型》相關的員工請長假，多人談及離職、長期缺席或接受心理治療。

### 在Twitter及其他平台上的情況
2019年3月，歐洲諮詢公司89up報告稱，他們發現了1,103個高度關聯的Twitter帳戶，這些帳戶發布了超過250萬條支持梅根的推文，其中大多數似乎是執行「協同攻擊」的機械人，針對那些對她進行負面報道的王室記者。同年，CNN報導了希望而非仇恨的研究，指出在2019年1月和2月針對梅根的5,200條「辱罵性推文」中，有3,600條來自一小群網絡噴子。2019年3月，王室針對社交媒體上的惡意攻擊，推出了新的評論規則，以保護梅根及其妯娌嘉芙蓮。
2021年10月，Twitter分析服務Bot Sentinel聲稱，他們發現83個帳戶（共擁有187,631名追隨者）可能負責了約70%關於梅根和哈里的負面內容。該報告促使Twitter展開調查。Twitter表示，未發現這些帳戶之間存在「廣泛協調」的證據，並已對違反其行為政策的用戶採取行動。Bot Sentinel在接下來的幾個月內又發布了三份報告。
2022年1月，BBC指出梅根和哈里等人的照片和影片被用於虛假的快速獲利廣告及比特幣相關的投資騙局中。
在Twitter和YouTube等社交媒體上流傳的陰謀論中，包括毫無根據的聲稱梅根假裝懷孕（實際使用代孕），或她的孩子根本不存在。據報導，梅根的同父異母姐姐薩曼莎經營多個針對梅根的Twitter帳戶。

## 頭銜、稱號與紋章
梅根與哈里王子結婚後成為英國王妃，並獲得“殿下”稱號。婚後她的正式稱號為「薩塞克斯公爵夫人殿下」，同時擁有鄧巴頓伯爵夫人與奇基爾男爵夫人頭銜。她是首位獲得「薩塞克斯公爵夫人」頭銜的人。
2020年薩塞克斯公爵夫婦退出王室職務後，雙方協議在公開場合不再使用殿下稱號，但在法律文件與私人場合仍保留「殿下」的稱謂。
2024年5月梅根訪問尼日利亞期間，奧尼查領袖阿爾弗雷德·阿奇貝與伊沃城之王阿卜杜勒·拉希德·阿德瓦萊·阿坎比國王分別授予她「伊博族祖宮之女」與「跨海而來的王室成員」的頭銜。
|  | 備注公爵夫人的紋章由其丈夫的紋章與其個人紋章拼接組成。嘉德首席紋章官托馬斯·伍德科克協助設計並獲女王批准。 採用日期2018年5月25日 冠冕君主子女專用冠冕 盾紋四分紋章：第一與第四區為紅底三隻金獅（代表英格蘭），第二區為紅獅金底雙重鳶尾花邊框（代表蘇格蘭），第三區為金豎琴藍底（代表愛爾蘭），整體以銀標籤區別（標籤上綴三枚紅扇貝，代表哈里）；拼接藍底盾牌，上有兩道金色斜條紋與三根銀色羽毛，代表梅根。 扶盾者右側為薩塞克斯公爵的獅形扶盾者，左側為戴薩塞克斯公爵冠冕的銀色鳴禽。 基座盾牌下方的草地上點綴加州罌粟與臘梅。 象徵盾牌的藍色背景代表加州海岸的太平洋，兩道金色光芒象徵公爵夫人家鄉的陽光。三根羽毛代表溝通與語言力量。草地上的加州罌粟（州花）與肯辛頓宮生長的臘梅，以及展翅鳴叫的鳥雀均象徵傳播之力。 |

## 延伸閱讀
- Bower, Tom. . London: Blink Publishing. 2022. ISBN 978-1788705035.
- Campbell, Lady Colin. . London: Dynasty Press Ltd. 2020. ISBN 978-1643136752.
- Morton, Andrew. . London: Michael O'Mara. 2018. ISBN 978-1782439615.
- Prince Harry, Duke of Sussex. . London: Penguin Random House. 2023. ISBN 978-0593593806.
- Scobie, Omid; Durand, Carolyn. . London: Dey Street Books. 2020. ISBN 978-0063046108.
- Smith, Sean. . London: HarperCollins. 2020. ISBN 978-0-00-835960-7. OCLC 1256038027.